# Estrangeiro
Um estrangeiro, ou alienígena, é uma pessoa que não é um cidadão ou natural do país em que se encontra em determinado momento. A situação pode ser modificada com o reconhecimento da nacionalidade ou com a naturalização,  trâmite pelo qual um estrangeiro torna-se cidadão nacional de um país. Relativamente a pessoas físicas, costuma-se usar, no português brasileiro, a gíria "gringo".

## Etimologia
O termo estrangeiro provém da palavra francesa étranger, cuja origem é étrange (estrange até o século XII), por sua vez do latim extranĕus (estranho, de fora). A palavra grega ξένος (xénos, ksénos) está na origem de palavras como xenofobia, que significa "medo de estrangeiros".

## Brasil
No Brasil, o status do estrangeiro é regulamentado pela Lei nº 13.445/2017, a Lei de Migração, tendo sido antes regulamentado pelo Estatuto do Estrangeiro. Os estrangeiros legalmente residentes no Brasil gozam de praticamente todos os direitos reservados aos brasileiros natos, à exceção de determinados direitos previstos na Consituição Federal, como o direito a votar e ser votado e o direito de ocupar cargos públicos reservados a brasileiros natos, por exemplo. Há também limitações pontuais com relação ao direito de propriedade dos estrangeiros, inclusive em questões de sucessões.
A entrada e permanência de estrangeiros no Brasil é regulada pelo Departamento de Polícia Marítima e de Fronteiras da Polícia Federal.

## Portugal
Em Portugal cabe ao Serviço de Estrangeiros e Fronteiras (SEF) regular a entrada e permanência de estrangeiros em território português
.